# ネイト・マネス
ネイト・マネス（Nate Maness、1991年6月27日 - ）は、アメリカ合衆国の男性総合格闘家。テネシー州ジャクソン出身。TAG MMA所属。

## 来歴

### 総合格闘技
2013年、プロ総合格闘技デビュー。ローカル団体で12戦11勝の戦績を残した。

### UFC
2020年8月1日、UFC初参戦となったUFC Fight Night: Brunson vs. Shahbazyanでジョニー・ムニョス・ジュニアと対戦し、3-0の判定勝ち。
2020年11月28日、UFC on ESPN: Smith vs. Clarkでルーク・サンダースと対戦し、リアネイキドチョークで2R一本勝ち。パフォーマンス・オブ・ザ・ナイトを受賞した。
2021年9月18日、UFC Fight Night: Smith vs. Spannでトニー・グレーブリーと対戦し、右アッパーでダウンを奪いパウンドで2RTKO勝ち。2試合連続のパフォーマンス・オブ・ザ・ナイトを受賞した。
2022年6月25日、UFC on ESPN: Tsarukyan vs. Gamrotでウマル・ヌルマゴメドフと対戦し、0-3の判定負け。
2022年11月5日、フライ級転向初戦となったUFC Fight Night: Rodriguez vs. Lemosでタギル・ウランベコフと対戦し、ギロチンチョークで1RTKO負け。
2023年10月7日、UFC Fight Night: Dawson vs. Greenでマテウス・メンドンサと対戦し、パウンドで1RTKO勝ち。パフォーマンス・オブ・ザ・ナイトを受賞した。

## 戦績
| 総合格闘技 戦績 | 総合格闘技 戦績 | 総合格闘技 戦績 | 総合格闘技 戦績 | 総合格闘技 戦績 | 総合格闘技 戦績 | 総合格闘技 戦績 |
| --------------- | --------------- | --------------- | --------------- | --------------- | --------------- | --------------- |
| 19 試合         | (T)KO           | 一本            | 判定            | その他          | 引き分け        | 無効試合        |
| 16 勝           | 6               | 3               | 7               | 0               | 0               | 0               |
| 3 敗            | 1               | 1               | 1               | 0               | 0               | 0               |

| 勝敗 | 対戦相手                     | 試合結果                            | 大会名                                                | 開催年月日     |
| ○    | ジミー・フリック             | 5分3R終了 判定3-0                   | UFC on ESPN 58: Perez vs. Taira                       | 2024年6月15日  |
| ○    | マテウス・メンドンサ         | 1R 4:40 TKO（パウンド）             | UFC Fight Night: Dawson vs. Green                     | 2023年10月7日  |
| ×    | タギル・ウランベコフ         | 1R 2:11 ギロチンチョーク            | UFC Fight Night: Rodriguez vs. Lemos                  | 2022年11月5日  |
| ×    | ウマル・ヌルマゴメドフ       | 5分3R終了 判定0-3                   | UFC on ESPN 38: Tsarukyan vs. Gamrot                  | 2022年6月25日  |
| ○    | トニー・グレーブリー         | 2R 2:10 TKO（右アッパー→パウンド）  | UFC Fight Night: Smith vs. Spann                      | 2021年9月18日  |
| ○    | ルーク・サンダース           | 2R 3:39 リアネイキドチョーク        | UFC on ESPN 18: Smith vs. Clark                       | 2020年11月28日 |
| ○    | ジョニー・ムニョス・ジュニア | 5分3R終了 判定3-0                   | UFC Fight Night: Brunson vs. Shahbazyan               | 2020年8月1日   |
| ○    | ケレン・ヴァンキャンプ       | 1R 1:39 KO（右ストレート→パウンド） | HR MMA 114 【HRMMAフェザー級王座決定戦】              | 2020年2月1日   |
| ×    | テイラー・ラピラス           | 3R 1:22 KO（ミドルキック）          | TKO 48: Sousa vs Gane 【TKOバンタム級タイトルマッチ】 | 2019年5月24日  |
| ○    | ジェシー・アーネット         | 2R 2:53 TKO（パンチ連打）           | TKO 44 【TKOバンタム級タイトルマッチ】                | 2018年9月21日  |
| ○    | カイオ・マシャド             | 5分3R終了 判定3-0                   | TKO 42: Nogueira vs. Laramie                          | 2018年3月16日  |
| ○    | マルク・マクドナルド         | 2R 4:10 ブラボーチョーク            | Premier MMA Championship 3                            | 2017年5月27日  |
| ○    | ブランドン・ベル             | 5分3R終了 判定3-0                   | Warrior FC: Caged Chaos 【WFCライト級タイトルマッチ】 | 2016年9月17日  |
| ○    | マイケル・リケッツ           | 1R 3:42 TKO（パンチ連打）           | Colosseum Combat 33                                   | 2015年10月10日 |
| ○    | コーディ・ガリー             | 5分3R終了 判定3-0                   | Fight Lab 45                                          | 2015年3月28日  |
| ○    | イサイア・ファーガソン       | 5分3R終了 判定2-1                   | Hardrock MMA 69                                       | 2014年11月8日  |
| ○    | ブランドン・サンデファール   | 1R 3:13 TKO（右膝蹴り→パウンド）    | Hardrock MMA 60                                       | 2014年2月1日   |
| ○    | ジェイソン・ブラックフォード | 1R 2:55 リアネイキドチョーク        | Hardrock MMA 58                                       | 2013年11月2日  |
| ○    | ジェレミー・ペンダー         | 5分3R終了 判定3-0                   | Bluegrass Brawl 8 【BBバンタム級タイトルマッチ】      | 2013年7月27日  |

## 獲得タイトル
- HRMMAフェザー級王座（2020年）
- TKOバンタム級王座（2018年）
- Warrior FCライト級（2016年）
- BBバンタム級王座（2013年）

## 表彰
- UFC パフォーマンス・オブ・ザ・ナイト（3回）